# Cienie (poemat)
Cienie – zaginiony poemat Cypriana Kamila Norwida z 1856-1857 roku.
Cienie powstały zapewne w latach 1856-1857, zostały poprzedzone przedpieśnią zarys obejmującą i były na tyle obszerne, że jak się wyraził autor, mogły wypełnić osobną broszurkę. Tematem utworu były z jednej strony cienie błąkające się u starożytnych po Polach Elizejskich, a u Dantego po trzech księgach zaświatów, z drugiej strony osobliwe postaci współczesnych niby żywych, a w istocie będących cieniami ludzi.
Latem 1857 poemat wpadł w ręce w Paryżu Teofilowi Lenartowiczowi, któremu tak się spodobał, że podjął się jak najszybciej na własny koszt go opublikować. Z Ostendy pisał w następnym roku do Norwida, że zamierza poemat wydać w Rzymie, po czym, zawstydzony przez Norwida, że słowa nie dotrzymał, czego poeta zresztą się spodziewał, przesłał rękopis Lucjanowi Siemieńskiemu do Krakowa. Jesienią 1858 Norwid poprosił Siemieńskiego o zwrot rękopisu, ale odpowiedzi nie otrzymał. SIemieński zaś nie tylko poematu nie wydał, ale go gdzieś zapodział, tak że dotąd się nie odnalazł.